# Wohnhaus Schleusenstraße 147

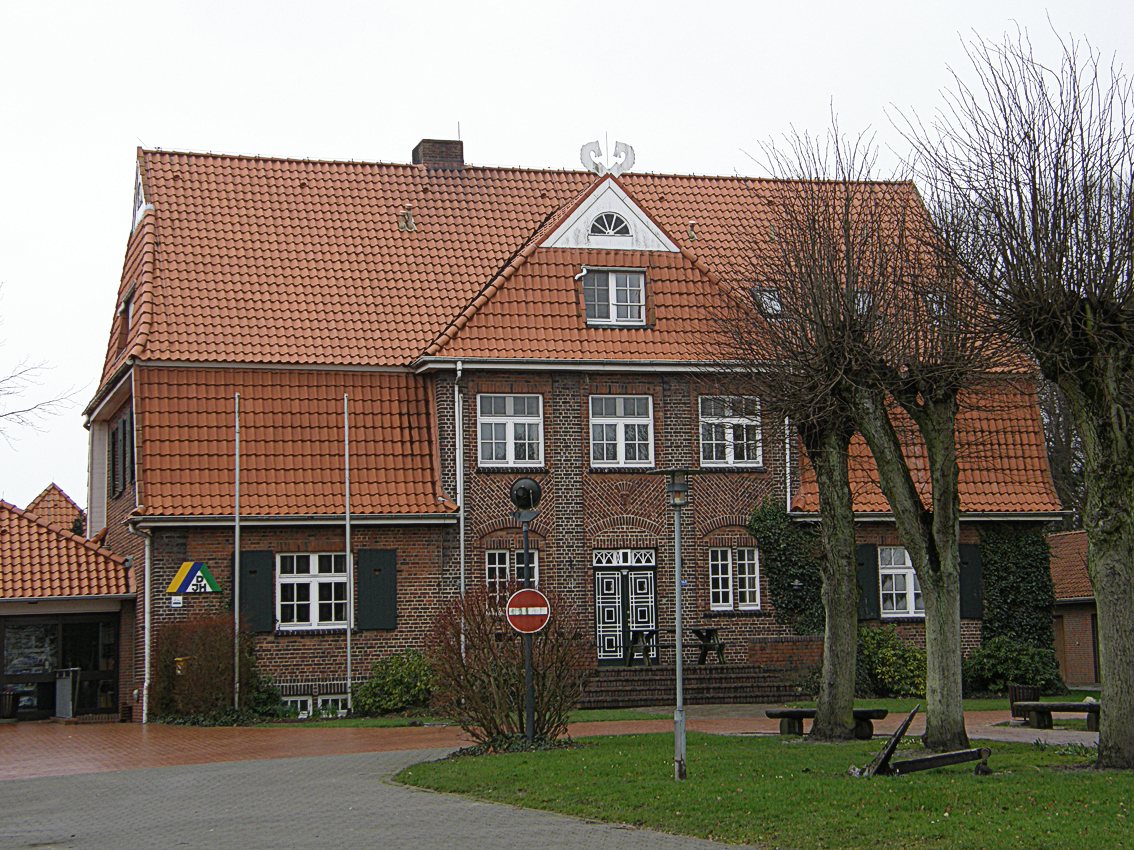
Ostfassade (2008)

Das Wohnhaus Schleusenstraße 147 (Haus Hochkamp), südlich des Kanals, in der niedersächsischen Samtgemeinde Land Hadeln, Gemeinde Otterndorf im Landkreis Cuxhaven, stammt aus dem 20. Jahrhundert. Aktuell (2024) wird es als Jugendherberge Otterndorf genutzt.
Das Gebäude steht unter Denkmalschutz (siehe auch Liste der Baudenkmale in Otterndorf).

## Beschreibung
Das eingeschossige traufständige verklinkerte Gebäude auf Sockel in Backstein und mit ziegelgedecktem Mansarddach sowie mittigem dreiachsigen Giebelrisalit mit Eingang wurde 1912 für den Maler Carl Langhein (1872–1941) nach Plänen von Richard Alberts (Cuxhaven) im Heimatschutzstil gebaut. Die Fassaden wurden durch Backsteinlisenen und V-förmige Backsteinmauerung gestaltet. Das Gebäude wurde zu einer Jugendherberge umgebaut.
Das Landesdenkmalamt befand u. a.: „… in Einzellage – das landhausartige Wohnhaus …“
Die Allee, die auf den Eingang des Wohnhauses zuführt, steht auch unter Denkmalschutz.